# Crow Hogan
(Crow Hogan)
Crow Hogan (クロウ・ホーガン?, Kurō Hōgan) è il terzo personaggio più importante dell'anime e manga Yu-Gi-Oh! 5D's e uno dei principali della seconda serie di Yu-Gi-Oh! Arc-V.

## Il personaggio
Crow è un duellante sicuro di sé, che corre sulla sua nera Duel Runner, la Black Bird, incredibile e di qualità. Giovane carismatico dal sorriso ironico, è impulsivo e amante del rischio, e fugge dagli agenti di polizia (è stato nel carcere della Struttura tre volte): infatti, ruba le carte ai ricchi di Nuova Domino per donarle ai bambini, di cui si prende cura, del Satellite, il povero quartiere dove lui vive.
Conosce Yusei e Jack da tanto tempo, avendo vissuto con loro nello stesso orfanotrofio quando era piccolo.
Il suo sogno è quello di collegare il Satellite a Nuova Domino; lo realizzerà dopo essere divenuto il Predestinato che porta sul braccio il simbolo della coda del Drago Cremisi.
Crow combatte con un deck di creature Alanera, ed il suo mostro più potente è Drago Ali Nere.

## Creazione e sviluppo
Il regista della serie animata, Katsumi Ono, rivela che il nome originale del personaggio, "Kuro Hogan" (クロウ·ホーガン?), si basa sull'omonimo titolo detenuto dal generale Yoshitsune (九郎 判官?). Originariamente il personaggio doveva essere l'ultimo Predestinato Oscuro che Yusei, Jack a Akiza avrebbero dovuto affrontare al termine della seconda stagione ma gli sceneggiatori decisero di lasciarlo buono per via della popolarità del suo deck di creature Alanera.

## Storia

### Seconda serie
Crow fa la sua prima comparsa nella seconda stagione, precisamente nell'episodio 30, "La scelta di Yusei". Rivede Yusei quando questo torna nel Satellite come vincitore della Fortune Cup, e insieme a lui torna dai bambini di cui si prende cura. Presto assiste ad un duello tra l'amico e Kalin Kessler, vecchia conoscenza e attuale Predestinato Oscuro. Crow, Yusei e Jack facevano parte della sua banda, che sconfiggeva i gruppi criminali del Satellite per rendere la città più sicura. I ragazzi erano temuti e conosciuti con il nome di "Esecutori". Quando Kalin si è lasciato corrompere dalla sua sete di potere, il giovane Hogan è stato il primo a lasciare la banda; ha rivisto Kessler solo per impedirgli di fare pazzie contro la polizia.
Dopo aver assistito alle sue malefatte nel duello con Yusei, Crow decide di aiutare l'amico nella lotta contro i Predestinati Oscuri. Combatte, perciò, contro Lazar (i due si scambiano reciprocamente per dei predestinati oscuri), ma la sfida viene interrotta da un'incalzante nube nera, che provoca la scomparsa della gente del Satellite. Crow si salva, ma non i suoi bambini. Trovando la causa di ciò nei Predestinati Oscuri, il ragazzo decide di vendicarsi e affronta Greiger, divenuto un nemico. Vincendo, riesce a salvare i suoi piccoli amici (le cui anime erano state rapite dall'Immortale Terrestre di Greiger), ma non l'avversario, redento, dagli inferi.

Alla fine, insieme a Yusei e Jack, il giovane Hogan combatte in un Duello Turbo contro Goodwin, e rimane deluso quando sa che il predestinato oscuro è l'eroe che aveva cercato di collegare con un ponte il Satellite a Nuova Domino. Nel corso della sfida, il ragazzo si sacrifica per permettere a Yusei di rimanere in gara e fa un incidente con la Black Bird. Non può continuare a duellare, ma lascia sul suo terreno di gioco una carta che Yusei userà per vincere. Goodwin perderà i simboli che aveva sottratto ai Predestinati, e Crow riceverà il simbolo della coda del Drago Cremisi, che diventa così il quinto predestinato.
Una volta vinta la guerra, il ragazzo terminerà, insieme a Yusei e Jack, la costruzione del ponte di collegamento tra il Satellite e Nuova Domino.

### Terza serie
Crow vive insieme a Yusei e Jack, e con loro si sta impegnando nella realizzazione di un nuovo motore per le loro Duel Runners. Quando il trio riceve la visita di Trudge e Mina, Hogan e Atlas rivelano la loro intenzione di partecipare al Grand Prix Mondiale dei Duelli Turbo. Trudge chiede ai giovani di aiutarlo nella cattura di Ghost, un misterioso duellante che costringe le sue vittime a combattere contro di lui, ma, visti gli impegni in previsione del torneo, Crow respinge la richiesta. In seguito alla sconfitta di Trudge per mano di Ghost, Hogan ed i suoi amici notano un'esplosione, e, compreso il coinvolgimento dell'agente, si precipitano all'ospedale. In sella alle loro Duel Runners, intraprendono la ricerca del criminale, in cui si imbatte Yusei, prossimo sfidante del delinquente. Dopo la vittoria di Yusei, Ghost, dall'autostrada, precipita nel vuoto, e la sua Duel Runner esplode. Crow e gli altri scendono per prestargli soccorso, ma presto si rendono conto che Ghost è un robot.
Successivamente, Crow, Yusei e Jack vengono a sapere della caduta di una lastra di pietra, la cui apparizione, il trio intuisce, coincide con la comparsa di Ghost.
I giovani sono stati invitati a cena da Trudge e Mina, che chiedono loro di ospitare un ragazzo che ha perduto la memoria, ricevendo però una risposta negativa. Usciti dal ristorante, Crow ed i suoi amici notano un individuo maneggiare la Duel Runner di Jack, e lo scambiano per un ladro. In realtà, si tratta di Bruno, il ragazzo di cui Trudge e Mina avevano parlato. Avendo, Jack, notato una maggiore velocità della sua Duel Runner, il trio permette a Bruno di restare con loro. L'ultimo, insieme a Yusei, lavora sul nuovo motore, sfruttante le particelle planetarie, e crea un programma, che però viene rubato. Dall'unica impronta lasciata dal ladro, Crow e gli altri risalgono a Lazar, che gli stessi seguono in una fabbrica, dove l'indiziato consegna il programma a Primo, uno dei tre membri dell'Ordine di Yliaster che hanno preso il posto del direttore Goodwin. Grazie al programma, Primo dà vita ad un esercito di Duelbot, affinché invada Nuova Domino.
Crow viene a sapere da Trudge e Mina che, sul posto dove l'amico Pearson soccombette in un incendio, venne ritrovata la carta di Mefist Cremisi; a possederla sono in pochi, perciò trovandone il proprietario si chiarirà l'identità di colui che provocò le fiamme. Crow pensa di chiedere informazioni a Bolton, vecchio amico comune, ora presidente della Bolger & Company, un'azienda che produce motori per le Duel Runners. Per salvare la sua società, Bolton deve conquistare la carta del Drago Ali Nere, e, convinto che Pearson l'avesse lasciata, insieme alla Black Bird, a Hogan, sfida quest'ultimo, promettendo che in cambio gli racconterà quanto può essere utile alle indagini sulla morte di Pearson. Crow pensa di non avere la carta chiestagli, ma accetta la sfida. Nel corso del Duello Turbo, rimane spiacevolmente sorpreso vedendo che l'avversario evoca Mefist Cremisi. Bolton spiega che l'amico comune aveva rifiutato di vendere i disegni dei motori da loro progettati, dunque, secondo il narratore, un'importante occasione di far progredire il Satellite; per questo lo sconfisse in duello e provocò l'incendio. Crow vuole assolutamente vincere, per non deludere i bambini di cui si prende cura, i quali stanno facendo il tifo per lui, e proteggere i sentimenti loro e di Pearson; il simbolo del Drago Cremisi si illumina sul suo braccio, ed il ragazzo evoca Drago Ali Nere, la cui carta era nascosta nella Black Bird. Il giovane chiarisce che, rifiutando la proposta offertagli, Pearson voleva solo insegnare ai bambini che essi potevano fare qualcosa senza dover chiedere aiuto alla città. Resosene conto, Bolton, sconfitto, prova rimorso; verrà arrestato.

## Accoglienza
Crow Hogan è un personaggio popolare all'interno del franchise di Yu-Gi-Oh!, nonché modello per cosplayers e duellanti: il suo deck è stato riprodotto per il fortunato gioco di carte, che gli ha anche dedicato un cofanetto da collezione.
Sage Ashford di CBR ha dato al deck di Crow il primo posto nella classifica dei dieci migliori mazzi della serie Yu-Gi-Oh! 5D's. Sam Sturgeon dello stesso sito ha classificato Crow al quinto posto tra i migliori cloni di Joey Wheeler per via dei mostri Alanera presenti nel suo deck. Sturgeon ha descritto Crow come un personaggio che non è cresciuto molto nel corso della serie e che il suo ruolo era principalmente quello del focoso personaggio del Satellite che ha sventato il carattere duro di Yusei, ma in compenso lui e le sue carte hanno sicuramente avuto un impatto sia sulla community che sul lato competitivo del gioco durante l'era di 5D's.